# Liolaemus leopardinus
Liolaemus leopardinus — вид ігуаноподібних ящірок родини Liolaemidae. Ендемік Чилі.

## Поширення і екологія
Liolaemus leopardinus мешкають в Столичному регіоні Сантьяго. Вони живуть у високогірних чагарникових заростях, серед скель. Зустрічаються на висоті від 1800 до 3000 м над рівнем моря. Є всеїдними і живородними.

## Збереження
МСОП класифікує цей вид як такий, що перебуває під загрозою зникнення. Liolaemus leopardinus загрожує знищення природного середовища.